# Бред Милер
Бредли Алан Милер (енгл. Bradley Alan Miller; Кендалвил, Индијана, 12. април 1976) бивши је амерички кошаркаш. Играо је на позицијама крилног центра и центра.

## Успеси

### Репрезентативни
- Светско првенство:
  -  1998, 2006.

### Појединачни
- НБА ол-стар меч (2): 2003, 2004.